# علي بن جعفر بن فلاح
قطب الدولة أبو الحسن علي بن جعفر بن فلاح (نشط في 1000 – 1021 م) كان قائدًا وواليًا فاطميًا في خدمة الخليفة الحاكم (حكم. 996–1021 م).

## الحياة
علي كان ابن جعفر بن فلاح، وهو قائد قطامي بربري بارز. خلف علي شقيقه سليمان، وهو قائد كان يشغل منصب حاكم دمشق في أواخر القرن العاشر، كرئيس للعائلة. وبعد وفاة خليفة سليمان في ولاية دمشق، القائد البربري جيش بن السمسمة، في عام 1000، أصبح علي واليًا. عاد علي إلى مصر حوالي عام 1005 أو قبل ذلك. وهناك واجه جيشًا عربيًا بربريًا بدويًا بقيادة الزعيم الأموي أبو ركوة. هزم الأخير عليًا في الجيزة، وأثار خبر هزيمته أمام بدو أبي ركوة حالة من الذعر في القاهرة. غادر أبو ركوة القاهرة لشن غارة على واحة الفيوم إلى الجنوب، حيث هزمه جيش الفاطميين بقيادة الفضل بن صالح.
من المرجح أن يكون علي هو الشخص المذكور في نقش موجود فوق مسجد السلمية في وسط سوريا لإقامة ضريح لأحد أئمة الفاطميين "الغائبين" عبد الله، ومع أن نقوش المسجد كانت تراثًا إسلاميًّا نادرًا إلا أن حالته غير معروفة بسبب تفجيرات تبنتها جبهة النصرة أثناء الحرب الأهلية السورية. كان علي قد استولى على السلمية لصالح الفاطميين، ومن المرجح أنه بنى الضريح في عام 1009. وقد أصلح البناء لاحقًا الزعيم المحلي خلف بن ملاعب في عام 1088 ليكون بذلك من أهم التراث الإسلامي في الشام.
في تموز 1013، منح الخليفة الفاطمي الحاكم عليًّا لقب قطب الدولة وعينه على رأس جيش من الكتاميين قوامه 24 ألف جندي للسيطرة على الجراحين، وهي قبيلة عربية بدوية سيطرت على فلسطين. ودخل علي عاصمة فلسطين الرملة، وأعلن ابنا زعيم الجراحين مفرج بن دغفل، علي ومحمود، ولاءهما للحاكم. وفي هذه الأثناء، سُمم مفرج وقُتل على يد سكرتيره بأمر الحاكم، الذي أعدم السكرتير بعد ذلك.
وفقًا للمؤرخ هيو ن. كينيدي ، كان علي "القائد الأكثر ثقة لدى الحاكم ... الناجي السياسي العظيم من فترة الحكم"،:284 فترة أعدم فيها الحاكم عددًا من القادة والمسؤولين رفيعي المستوى. توفي علي قبل الحاكم بفترة وجيزة ق. 1021 ، في حادث ركوب.:284 كان ابنُ علي، صفي الدولة محمد، حاكمًا فاطميًا على حلب في عامي 1022 و1023.

## فهرس
- Gil، Moshe (1997) [1983]. A History of Palestine, 634–1099. ترجمة: Ethel Broido. Cambridge: Cambridge University Press. ISBN:0-521-59984-9. {{استشهاد بكتاب}}: يحتوي الاستشهاد على وسيط غير معروف وفارغ: |chapterurl= (مساعدة)
- كِنَدي، هيو (2004). النبي وعصر الخلافة: الشرق الأدنى الإسلامي من القرن السادس إلى القرن الحادي عشر (ط. Second). هارلو: لونغمان. ISBN:978-0-582-40525-7. {{استشهاد بكتاب}}: يحتوي الاستشهاد على وسيط غير معروف وفارغ: |chapterurl= (مساعدة)
- Kramers, J. H.; Daftary, F. (1995). "Salamiyya". In Bosworth, C. E.; van Donzel, E.; Heinrichs, W. P.; Lecomte, G. (eds.). The Encyclopaedia of Islam, New Edition, Volume VIII: Ned–Sam (بالإنجليزية). Leiden: E. J. Brill. pp. 921–923. ISBN:90-04-09834-8.
- Sharon، Moshe (2007). Squeezes in the Max Van Berchem Collection (Palestine, Trans-Jordan, Northern Syria): Squeezes 1 - 84. Leiden and Boston: Brill. ISBN:978-90-04-15780-4. مؤرشف من الأصل في 2025-03-20.
- Zakkar، Suhayl (1971). The Emirate of Aleppo: 1004–1094. Aleppo: Dar al-Amanah. مؤرشف من الأصل في 2024-12-26.